# Jelena Alexandrowna Walowa
Jelena Alexandrowna Walowa (russisch Елена Александровна Валова; * 2. Januar 1963 in Leningrad) ist eine ehemalige russische Eiskunstläuferin, die im Paarlauf für die Sowjetunion startete. 
Walowa begann mit dem Eiskunstlaufen an einer kleinen öffentlichen Eisbahn in der Nähe ihres Hauses. Mit dem professionellen und regelmäßigen Training begann sie aber, als ihre Großmutter sie in eine Kindereiskunstlaufgruppe registrierte. Sie war 7 Jahre alt. Tamara Moskwina empfahl ihr aufgrund ihrer Fähigkeiten, sich im Paarlauf zu versuchen. Oleg Wassiljew wurde zu ihrem Partner gewählt. So entstand das Sportpaar Jelena Walowa/Oleg Wassiljew. Sie waren 15 und 18 Jahre alt. Ihre einzige Trainerin während ihrer Amateur- und Profikarriere war Tamara Moskwina. 
Bei ihrem Europameisterschaftsdebüt 1983 in Dortmund wurden  Walowa und Wassilijew Vize-Europameister hinter Sabine Baeß und Tassilo Thierbach aus der DDR. Wenig später bezwangen sie bei ihrer ersten Weltmeisterschaft in Helsinki das DDR-Paar und wurden somit auf Anhieb Weltmeister. 1984 gewannen sie in Budapest ihren ersten EM-Titel. In Sarajevo wurden sie bei ihren ersten Olympischen Spielen Olympiasieger vor Caitlin und Peter Carruthers aus den USA und ihren Landsleuten Larissa Selesnjowa und Oleg Makarow. Bei der Weltmeisterschaft in Ottawa unterlagen die amtierenden Olympiasieger den Kanadiern Barbara Underhill und Paul Martini und konnten ihren WM-Titel somit nicht verteidigen. 1985 schafften Walowa und Wassilijew es zum ersten und einzigen Mal in ihrer Karriere im selben Jahr sowohl Europameister wie auch Weltmeister zu werden. Dies gelang ihnen bei der Europameisterschaft in Göteborg und der Weltmeisterschaft in Tokio vor Selesnjowa und Makarow. 1986 gewannen Walowa und Wassilijew zum ersten und einzigen Mal in ihrer Karriere bei den sowjetischen Meisterschaften und wurden in Kopenhagen zum dritten und letzten Mal Europameister. In Genf wurden sie Vizeweltmeister hinter ihren Landsleuten Jekaterina Gordejewa und Sergei Grinkow, die sie bei der Europameisterschaft noch bezwingen konnten. 1987 errangen sie sowohl bei der Europameisterschaft wie auch der Weltmeisterschaft die Silbermedaille, dabei unterlagen sie erst Selesnjowa/Makarow und dann wie bei der WM im Vorjahr Gordejewa/Grinkow. 1988 nahmen sie an ihren zweiten Olympischen Spielen teil. In Calgary gelang es ihnen als Titelverteidiger die Silbermedaille hinter Gordejewa und Grinkow zu erringen. Der Abschluss ihrer Karriere bildete die Weltmeisterschaft 1988 in Budapest, bei der sie zum dritten Mal Weltmeister wurden, indem sie ihre beiden größten nationalen Konkurrenten auf die Plätze verwiesen.  
Jelena Walowa und Oleg Wassilijew waren das erste Paar, das einen dreifachen Sprung nebeneinander zeigte, das erste Paar, das einen dreifachen Sprung in der Kombination nebeneinander zeigte und die ersten sowjetischen Eiskunstläufer, die nach ihrer Amateurkarriere noch professionell auftraten. 

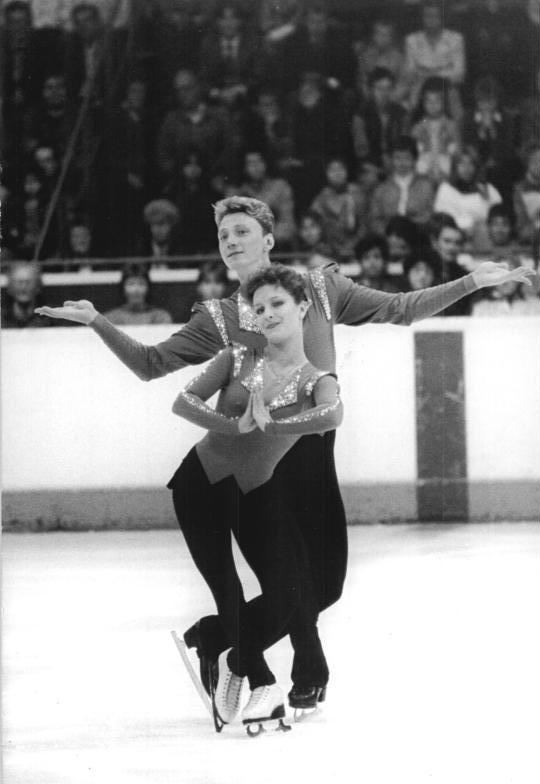
Walowa und Wassilijew 1987 in Berlin

Jelena Walowa und Oleg Wassilijew waren von 1984 bis 1992 miteinander verheiratet. Jelena Walowa ist wieder verheiratet und hat einen Sohn. Sie arbeitet als Trainerin in den USA. 

## Ergebnisse

### Paarlauf
(mit Oleg Wassiljew)
| Wettbewerb / Jahr           | 1982 | 1983 | 1984 | 1985 | 1986 | 1987 | 1988 |
| --------------------------- | ---- | ---- | ---- | ---- | ---- | ---- | ---- |
| Olympische Winterspiele     |      |      | 1.   |      |      |      | 2.   |
| Weltmeisterschaften         |      | 1.   | 2.   | 1.   | 2.   | 2.   | 1.   |
| Europameisterschaften       |      | 2.   | 1.   | 1.   | 1.   | 2.   |      |
| Sowjetische Meisterschaften | 3.   |      |      | 2.   | 1.   |      |      |